# Viktor Beijbom
Viktor Beijbom, född 4 juli 1886 i Eskilstuna, död 27 maj 1927 i Eskilstuna, var en svensk idrottsman (kortdistanslöpare och längdhoppare). Han tävlade för IFK Eskilstuna.
1909 vann Beijbom SM-guld i längdhopp på resultatet 6,55 m samt brons på 100 meter. År 1910 vann han guld och 1911 brons på 100 meter.

## Personliga rekord
- 100 m: 11,0 s (Eskilstuna,  18 september 1910)[5]
- Längdhopp: 6,77 m (Örebro,  11 september 1910)[5]
- Tresteg: 13,90 m (Göteborg,  11 september 1909)[5]

### Fotnoter
1. ↑  Holmberg 2009, s. 412.
2. ↑  Sveriges dödbok 1901–2009, DVD‐ROM, Version 5.00, Sveriges Släktforskarförbund (2010): Beijbom, Carl Viktor
, sid 110
3. 1 2 3  Wiger 2006, s. 36.
4. ↑  Wiger 2006, s. 136.
5. 1 2 3  Personsida på Brinkster, läst 2015-09-15 (inloggning krävs)